# Clarias ngamensis
Clarias ngamensis är en fiskart som beskrevs av Castelnau, 1861. Clarias ngamensis ingår i släktet Clarias och familjen Clariidae. IUCN kategoriserar arten globalt som livskraftig. Inga underarter finns listade i Catalogue of Life.